# Joseph-König-Gymnasium Haltern am See
Das Joseph-König-Gymnasium Haltern am See ist das einzige Gymnasium in der westfälischen Stadt Haltern am See. Mit mehr als tausend Schülern gehört es zu den größeren Gymnasien in Nordrhein-Westfalen. Es teilt sich einen Gebäudekomplex (Schulzentrum) mit der Städtischen Alexander-Lebenstein-Realschule.
Der Schule wurde im Frühjahr 2015 größere mediale Aufmerksamkeit zuteil, nachdem beim Absturz von Germanwings-Flug 9525 16 Schülerinnen und Schüler und zwei Lehrkräfte ums Leben gekommen waren.

## Geschichte
Die jetzige Schule geht auf die 1844 gegründete Höhere Stadtschule zurück und besteht als Vollgymnasium seit 1962. Das Joseph-König-Gymnasium hieß bis 2003 Städtisches Gymnasium Haltern. Am 18. Juni 2003 wurde das Gymnasium nach dem 1843 in Haltern -Lavesum geborenen Chemiker Joseph König benannt, der Begründer der Lebensmittelchemie in Deutschland war. Am 15. November 2010 fand im nordrhein-westfälischen Landtag die offizielle Zertifizierungsfeier zur Europaschule statt.
Am 24. März 2015 kamen vierzehn Schülerinnen, zwei Schüler und zwei Lehrerinnen bei dem Absturz von Germanwings-Flug 9525 ums Leben. Sie befanden sich auf dem Rückflug von einem einwöchigen Schüleraustausch mit dem Institut Giola in Llinars del Vallès.
Der seit 2009 amtierende Schulleiter Ulrich Wessel wurde 2024 durch Christian Krahl abgelöst, welcher ebenfalls aus Haltern am See stammt. Zuvor leitete dieser das städtische Heriburg-Gymnasium in Coesfeld.

## Unterrichtsangebot

### Fremdsprachen
Die Fremdsprachenfolge ist die an Gymnasien übliche:
1. Pflichtfremdsprache:
Englisch ab Jahrgangsstufe 5
2. Pflichtfremdsprache:
Latein oder Französisch nach Wahl ab Jahrgangsstufe 6
3. freiwillige Fremdsprache:
Französisch oder Latein ab Jahrgangsstufe 8 bzw. 10. In der Oberstufe gibt es seit dem Schuljahr 2006/2007 auch die Möglichkeit, als neu einsetzende Fremdsprache Spanisch zu wählen.
Seit dem Schuljahr 1988/89 besitzt das Joseph-König-Gymnasium als eines der ersten Gymnasien in der Bundesrepublik einen deutsch-englischen bilingualen Zweig.

### Oberstufe
Neben den Leistungskursen in den Sprachen Deutsch, Englisch, Französisch, Spanisch gibt es noch Kurse in Erdkunde, Geschichte, Pädagogik, Mathematik, Physik, Chemie und Biologie. Im Grundkursbereich werden neben den üblichen Pflichtfächern Grundkurse in Informatik, Latein, Philosophie, Sozialwissenschaften, Kunst, Musik und Literatur angeboten.

## Arbeitsgemeinschaften
Eine Theater-AG, eine Musical-AG, eine Kunst-AG, eine Technik-AG, ein Orchester, eine Internet-AG und andere sind als Arbeitsgemeinschaften im Angebot. Leistungsschwerpunkt des Gymnasiums ist der Sport. Begabte und leistungsfähige Schüler auf diesem Gebiet können an freiwilligen Arbeitsgemeinschaften zu Handball, Volleyball oder Fußball teilnehmen.

## Schulpartnerschaften
Das Joseph-König-Gymnasium unterhält folgende Schulpartnerschaften auf internationaler Ebene:
- La Porte, Indiana (Vereinigte Staaten)
- Durąg (Polen)
- Thionville (Frankreich)
- Jurbarkas (Litauen)
- Ermelo (Niederlande)
- Äänekoski (Finnland)

## Bekannte ehemalige Schüler
- Rita Stockhofe (* 1967), Politikerin
- Bernd Wehren (* 1970), Lehrer und Schulbuchautor
- Marco Sprinz (* 1970), Schauspieler
- Christoph Metzelder (* 1980), ehemaliger Fußball-Profi und Fußball-Nationalspieler